# Clichy
Clichy è un comune francese di 58 489 abitanti situato nel dipartimento dell'Hauts-de-Seine nella regione dell'Île-de-France.

## Società

### Evoluzione demografica
Abitanti censiti

## Economia
Nel comune vi sono le sedi internazionali della Fnac, della Bic, della L'Oréal e di Econocom.

## Amministrazione

### Gemellaggi
- Heidenheim an der Brenz, dal 1959
- Sankt Pölten, dal 1968
- Santo Tirso, dal 1991
- Rubí (Spagna), dal 2005
- Southwark, dal 2005